# Raymond Dubly
Raymond Dubly (Roubaix, 5 novembre 1893 – Tolosa, 7 settembre 1988) è stato un calciatore francese, di ruolo centrocampista, attaccante.

## Carriera
Ala sinistra, iniziò a giocare a calcio durante in suoi studi in Inghilterra, poi tornato a nella città natale divenne una colonna della squadra locale. Con la Nazionale francese giocò le Olimpiadi del 1920 e quelle del 1924, e ne fu dal 1923 al 1928 il recordman di presenze.